# Zemamra
Zemamra (en àrab زمامرة, Zamāmra; en amazic ⵣⵎⴰⵎⵔⴰ) és un municipi de la província de Sidi Bennour, a la regió de Casablanca-Settat, al Marroc. Segons el cens de 2014 tenia una població total de 13.279 persones.